# ジ・エスケイピスト
『ジ・エスケイピスト』（The Escapist）は、アメリカ合衆国のビデオゲーム・ウェブサイト、オンラインマガジン。

## 歴史
2018年7月、ジ・エスケイピストはデストラクトイドのオーナーであるエンスージアスト・ゲーミングによって買収され、2018年9月にラス・ピッツが編集長に就任し、サイト名が『エスケイピスト・マガジン・ボリューム2』に変更された。
2020年4月、サイト名はジ・エスケイピストに戻された。また、このサイトは読者が無広告でサイトを閲覧することができるサービス『ジ・エスケイピスト+』を開始した。

## 受賞
ジ・エスケイピストは2011年に3つのウェビー賞を受賞している。